# Not Angels But Angels
Not Angels But Angels ist ein tschechischer Dokumentarfilm von Wiktor Grodecki aus dem Jahr 1994. Thema des Films ist die Strichjungenszene Prags nach dem Zusammenbruch des Sozialismus in der Tschechoslowakei. Der tschechischsprachige Filmtitel lautet Andělé nejsou andělé.

## Inhalt
Während eines Großteils des Films erzählen mehrere Jungen aus der ehemaligen Tschechoslowakei im Alter zwischen 14 und 19 Jahren über ihre Erfahrungen als Prostituierte. Die thematisch gruppierten Gespräche behandeln die Gründe, weswegen die Jungen begannen sich zu prostituieren, ebenso wie deren soziales Umfeld, Ängste, Zukunftspläne, Kunden (großteils Sextouristen), Finanzielles, Kriminalität, Safer Sex und Sexualität im Allgemeinen. Außerdem lässt Wiktor Grodecki Zuhälter zu Wort kommen, die vorgeben den Jungen zu „helfen“.
Zudem zeigt der Film Aufnahmen aus dem Prager Hauptbahnhof, aus verschiedenen Nachtclubs, sowie verpixelte Porno-Bilder aus der Szene.

## Hintergrund
Der 35-mm-Farbfilm mit Dolby Stereo wurde von MiroFilm ursprünglich für das tschechische Fernsehen produziert.
Grodecki widmete dieser Thematik mit Body Without Soul (Tělo bez duše, 1996) und Mandragora (1997) einen weiteren Dokumentar- und einen Spielfilm.

## Rezeption
Die Kritiken für Not Angels But Angels fielen gemischt aus:
Dietrich Kuhlbrodt lobte Not Angels But Angels für epd Film (5/1995) als „ästhetisches Wagnis. Und es ist geglückt. […] Was wir erfahren, ist aufschlußreich. Was wir sehen, sind nicht Informanten, sondern Persönlichkeiten, über die nicht gerichtet wird.“ Der TV Guide beschrieb den Film als fesselnd aber gekünstelt und nicht zurückhaltend genug.
Norbert Krüger (Hamburger Rundschau) kritisierte die musikalische Untermalung des Films: „Wirklich klar wird nicht, was Grodecki mit diesem Film auszudrücken versucht. Sollen Bachs Matthäus-Passion und Mozarts Requiem, mit denen er Teile der Interviews unterlegt, kontrapunktisch wirken, oder glaubt er an die unschuldige Passion seiner gefallenen Engel? Deutlich wird lediglich: Wer sich für diese Szene interessiert, erhält mit ‚Not Angels but Angels‘ ein sehr persönliches Portrait ihrer Protagonisten.“ Auch das Filmlexikon Zweitausendeins äußert sich zu dieser musikalischen Untermalung kritisch („Ein fragwürdiger Ansatz, der Vorurteilen eher zuarbeitet als für Toleranz zu plädieren“).
Kevin Moss vom Middlebury College schrieb zu Grodeckis Trilogie, dass die Filme nur vorgeben würden objektiv zu sein. „In Wahrheit“ seien „Grodeckis Filme sowohl sehr manipuliert als auch stark manipulativ“. „Abnormale“ Sexpraktiken würden als Import vom kolonisierenden, kapitalistischen Westen dargestellt. Aus der Trilogie komme der Film Not Angels But Angels einer Dokumentation noch am nächsten. Ebenfalls auf die Trilogie Bezug nehmend schrieb Robin Griffiths, dass die Filme zwar zu den am weitesten verbreiteten Beiträgen zum queer cinema canon aus dem Postkommunismus zählten, jedoch auch zu den problematischsten.